# イヴァン・スラツィミル
イヴァン・スラツィミル（ブルガリア語: Иван Срацимир、1324年/25年 - 1397年）は、ブルガリアのヴィディンの君主（在位：1356年 - 1396年）。ブルガリア皇帝イヴァン・アレクサンダルの次男。当時ブルガリアに存在していた第二次ブルガリア帝国から独立した勢力を形成していた。
イヴァン・アレクサンダルがイヴァン・スラツィミルの異母弟イヴァン・シシュマンを後継者に選んだ後、イヴァン・スラツィミルは領地のヴィディンに移って皇帝を自称した。ヴィディンがハンガリー王国の攻撃を受けて占領された時、イヴァン・スラツィミルはアレクサンダルから支援を受けてハンガリー軍を撃退した。1371年にアレクサンダルが没した後、イヴァン・スラツィミルは帝国の首都タルノヴォとの繋がりを絶つ。また、タルノヴォからの独立の意思を明確にするためにブルガリア正教会に代えてコンスタンディヌーポリ総主教庁に接近し、コンスタンディヌーポリ総主教庁の下に大主教を置いた。オスマン帝国のバルカン半島侵攻に際しても、イヴァン・スラツィミルが支配するヴィディンは位置上オスマン軍の攻撃を直接受けることは無く、イヴァン・スラツィミルはイヴァン・シシュマンが呼びかけた反オスマン闘争に参加しなかった。
1393年にタルノヴォが陥落した後、イヴァン・スラツィミルはオスマン帝国への臣従を破棄し、ハンガリー王ジグモンドが提唱した反オスマン連合軍に参加する。だが、1396年のニコポリスの戦いで連合軍は大敗した後、ヴィディンはオスマン帝国の占領下に置かれる。捕縛されたイヴァン・スラツィミルはブルサに投獄され、この地で絞殺されたと考えられている。
イヴァン・スラツィミルの息子のコンスタンティンはブルガリア皇帝を自称し、一時はイヴァン・スラツィミルが支配していた土地の大部分を統制下に置いた。
南極のトリニティ半島に位置するスラツィミル丘の名前は、イヴァン・スラツィミルに由来する。

## 生涯

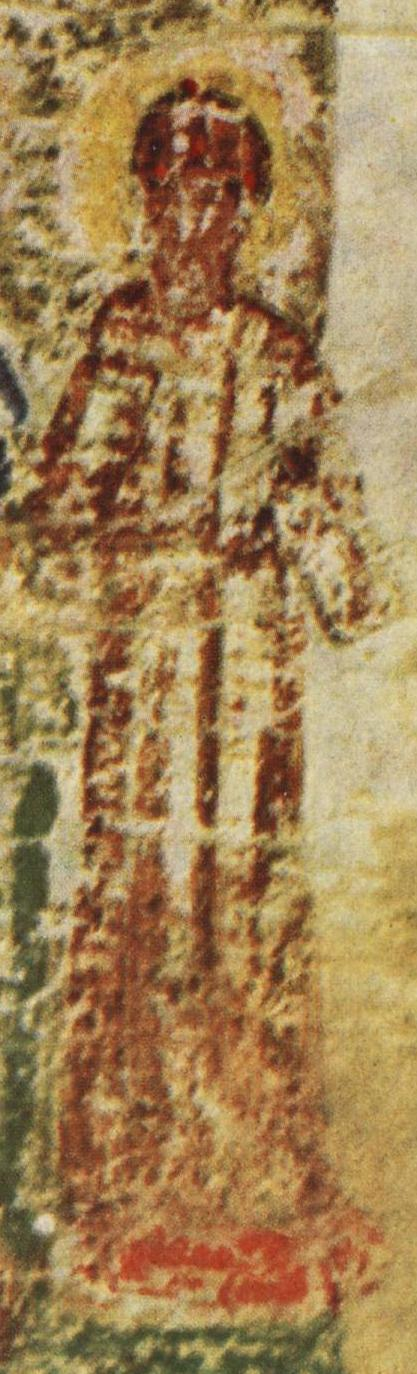
Constantine Manassesの写本に描かれたイヴァン・スラツィミルの肖像画

### 若年期
1324年/25年に、ロヴェチの僭主イヴァン・アレクサンダルとその妻テオドラの次男としてイヴァン・スラツィミルは誕生する。イヴァン・アレクサンダルがブルガリア皇帝となった後、1337年にイヴァン・スラツィミルは兄弟のミハイル、イヴァンと共に父の共同統治者に指名された。しかし、それぞれの息子たちの特権が明確に定義されていなかったため、兄弟間に対立が起こり、ブルガリアに危機をもたらすことになる。共同統治者に指名された後、イヴァン・スラツィミルはヴィディンを領地として与えられる。
1340年代に入り、イヴァン・アレクサンダルの長男ミハイルには10年以上子供が生まれておらず、すでに妻との間に子供をもうけているイヴァン・スラツィミルが後継者候補として注目を浴びはじめる。1352年にイヴァン・アレクサンダルは帝位の継承を円滑かつ安全に行うため若帝（junior emperor）の称号を創設し、イヴァン・スラツィミルに若帝の称号が与えられた。1347年末/1348年初頭にイヴァン・アレクサンダルはユダヤ人女性サラと結婚するため、最初の妻テオドラと離婚し、彼女を修道院に入れた。この出来事はイヴァン・スラツィミルとイヴァン・アレクサンダルの仲を悪化させ、1350年/51年にイヴァン・アレクサンダルとサラの間にイヴァン・シシュマンが生まれると、親子の対立はより顕著になる。
1355年/56年に後継者と目されていたミハイルがオスマン軍との戦闘で落命すると、帝位を巡る争いの激しさは頂点に達する。ブルガリア皇室の相続制度では、本来イヴァン・スラツィミルがミハイルに次ぐ帝位継承者となるが、イヴァン・アレクサンダルは帝位に就いた後に生まれたイヴァン・シシュマンを後継者に指名した。親子の確執は激しく、イヴァン・アレクサンダルの時代に出版された聖書の写本（アレクサンダル福音書）には、彼の娘婿も含めた当時のブルガリア皇室の人間の肖像画が収録されているが、その中にイヴァン・スラツィミルの肖像画は含まれていない。
父から勘当されたイヴァン・スラツィミルは領地のヴィディンに戻り、この地で皇帝を自称した（あるいは帝位継承権を没収された補償として父から与えられたヴィディンの統治者の地位に就いた）。

### ハンガリーによるヴィディン占領
1356年にイヴァン・スラツィミルはヴィディンで皇帝を称し、イヴァン・アレクサンダルと同じ「ブルガリア人とギリシャ人の皇帝」の称号を使用した。ワラキアとの同盟関係を構築するため、1356年/57年にイヴァン・スラツィミルは自分の従姉妹にあたるワラキア公女アンナと結婚する。この婚姻の背景にはイヴァン・スラツィミルの生母テオドラの存在があり、彼女は夫への報復としてヴィディンとワラキアの同盟の成立を助けたと考えられている。
「ブルガリア王」を自称するハンガリー王ラヨシュ1世がヴィディンに臣従を求めたとき、イヴァン・スラツィミルはイヴァン・アレクサンダルの暗黙の了解を得て、1365年までラヨシュ1世の宗主権を承認した。しかし、1365年5月にハンガリー軍はブルガリアに進軍し、短期の包囲を追えて6月2日にヴィデインを占領した。ヴィディンの陥落から3か月後、ヴィディンを除いたイヴァン・スラツィミルの領地もハンガリー軍の占領下に置かれる（ハンガリーによるヴィディン占領）。捕らえられたイヴァン・スラツィミルと彼の家族は現在のクロアチアに位置するHumnik城に監禁され、ヴィディン帝国の領地はハンガリー王国が任命したバン（総督）によって直接統治を受けた。イヴァン・スラツィミルは4年間ハンガリーの保護下で暮らし、彼と家族はカトリックへの改宗を余儀なくされ、ハンガリー王国はフランシスコ会の宣教師をヴィディン帝国に派遣した。フランシスコ会の宣教師によって200,000人以上の住民、あるいは帝国の人口の3分の1がカトリックに改宗したことをハンガリー側の史料は誇らしげに記しているが、この活動はブルガリア人の間に大きな不満をもたらし、最終的に布教は失敗に終わる。
名目上のヴィディンの領有者であるイヴァン・アレクサンダルは、当初ヴィディン僭主国の回復に積極的ではなかった。だが、1369年にイヴァン・アレクサンダルはワラキア公ヴラディスラヴ1世とドブルジャの僭主ドブロティツァを加えた東方正教の連合軍を結成し、ヴィディン奪回のために進軍する。カトリック教会の聖職者とハンガリーの支配に対する民衆の蜂起に助けられて連合軍の攻撃は成功を収め、ラヨシュ1世はやむなくヴィディンの領有権を放棄し、1369年秋にイヴァン・スラツィミルはヴィディンの支配を回復した。

### イヴァン・アレクサンダル没後

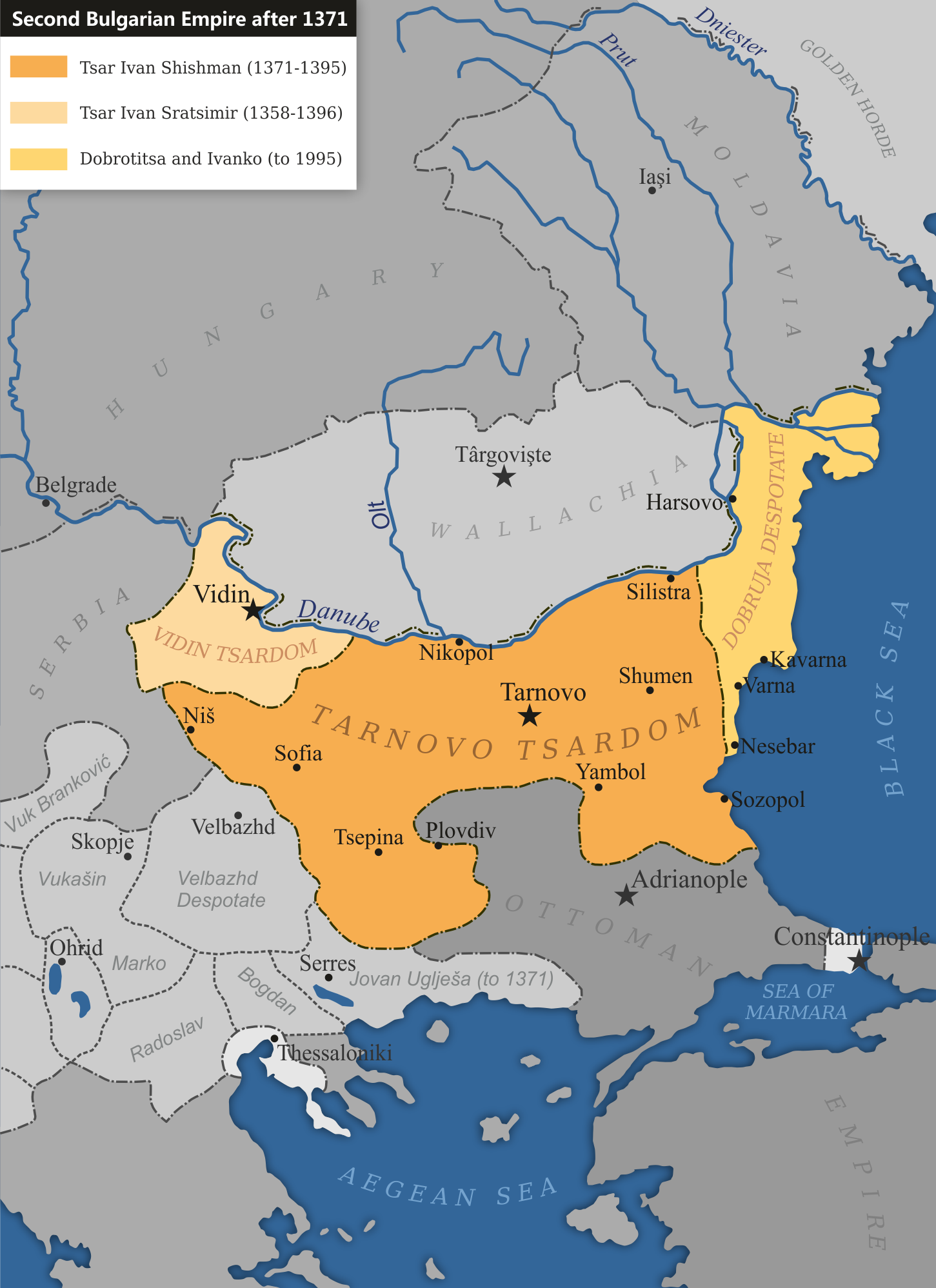
イヴァン・アレクサンダル死後の第二次ブルガリア帝国の支配領域。イヴァン・スラツィミルはヴィディンを中心に北西部を支配し、
イヴァン・シシュマンとドブロティツァが黒海沿岸を支配していた。

1371年2月17日にイヴァン・アレクサンダルが没した後、イヴァン・スラツィミルはタルノヴォの帝室との連絡を止め、形式上の支配権の確認すら行われなくなった。イヴァン・スラツィミルは帝位に就いたイヴァン・シシュマンと同格の君主として扱われ、史料の細部にはイヴァン・スラツィミルがイヴァン・シシュマンよりも上位の支配者と仄めかされている記述も存在する。Konstantin Jirečekら過去のブルガリアの歴史家は、断片的な情報からイヴァン・スラツィミルとイヴァン・シシュマンはソフィアで交戦した仮説を立てたが、後代の多くの史学者によって両者が戦ったという仮説は否定されている。事実、二人は敵対しているにもかかわらず1381年まで関係を維持し続け、イヴァン・シシュマンは兄を帝位継承者候補だと考えていた節もある。一方、東欧史学者のJ.ファインは、イヴァン・スラツィミルは父が没してすぐにブルガリア全土を掌握するための行動を開始し、1-2年間ソフィアを占領したことが兄弟の関係にしこりを残し、後に起きるオスマン軍のブルガリア侵攻に国内が一致団結して抵抗する機会が失われたと推察している。
1381年にイヴァン・スラツィミルはタルノヴォに置かれているブルガリア正教会との関係を絶ち、代わりにコンスタンディヌーポリ総主教庁の管轄下にヴィディンに大司教を置いたため、二人のブルガリア皇帝の関係は悪化する。ヴィディン大司教の設置という形でイヴァン・スラツィミルがタルノヴォからの独立の意思を表明した後も、ヴィディンとタルノヴォの間に内戦は起きなかった。しかし、兄弟の遺恨はオスマン帝国のブルガリア遠征の直前まで残った。1388年にオスマン皇帝ムラト1世がブルガリア北東部で大規模な軍事作戦を開始した後、イヴァン・スラツィミルとイヴァン・シシュマンの間には大きな溝ができていた。オスマン帝国の遠征が成功に終わるとブルガリアの勢力図は変化し、イヴァン・スラツィミルはオスマン帝国に臣従を誓い、オスマン軍のヴィディンへの駐屯を認めざるを得なくなる。セルビア公ラザル・フレベリャノヴィチが反オスマン同盟の結成をバルカン半島のキリスト教勢力に呼びかけたときにも、イヴァン・スラツィミルは同盟に加わらず、オスマン帝国に忠誠を誓い続けた。1393年にタルノヴォがオスマン帝国に占領された後もヴィディンは独立を保ち続けたが、1395年にイヴァン・シシュマンは殺害される。
1396年、イヴァン・スラツィミルはハンガリー王ジグモンドが提唱した反オスマン連合軍に参加する。十字軍がヴィディンに到達した時、イヴァン・スラツィミルは城門を開けてオスマン帝国の駐屯部隊を引き渡した。オリャホヴォに駐屯していたオスマンの部隊はヴィディンの反乱の鎮圧に向かうが、現地の民衆によって捕らえられる。しかし、9月25日のニコポリスの戦いで十字軍は大敗し、戦闘に勝利したオスマン皇帝バヤズィト1世はただちにヴィディンに進軍し、1396年末/97年初頭に町を制圧した。捕虜となったイヴァン・スラツィミルはオスマン帝国の首都ブルサの牢に投獄され、この地で絞殺されたと考えられている。

## 政策
1360年初頭から、イヴァン・スラツィミルは政権の正統性を主張するために自分の名が刻まれた硬貨を鋳造した。かつてのヴィディン帝国の領土ではイヴァン・スラツィミルの硬貨が多く発掘されており、ヴィディン帝国の経済力の高さと、領内で貿易が盛んに行われていた様子を示している。

## 家族
1356年/57年、イヴァン・スラツィミルはワラキアの公ニコラエ・アレクサンドルの娘で自分の従姉妹にあたるアンナと2度目の結婚をし、少なくとも3人の子をもうけた。娘のドロテアはボスニア王国のスチェパン・トヴルトコ1世の元に嫁いでボスニアの女王となり、息子のコンスタンティンはイヴァン・スラツィミルの崩御後にブルガリア皇帝を称してオスマン帝国からの独立を図った。ドロテアのほか、ポーランドのエルジュビェタの宮廷に預けられた娘がいたが、若くして薨去した。